# Вознесенский, Александр Сергеевич
Алекса́ндр Серге́евич Вознесе́нский (при рождении Алекса́ндр Ше́псович (Ше́бшелевич) Бро́дский; 11 марта 1880, Вознесенск, Херсонская губерния — 22 января 1939, Бель-Агачский район, Восточно-Казахстанская область) — русский драматург, сценарист и педагог, поэт и литературный критик, переводчик с польского языка (произведения С. Пшибышевского, Ю. Словацкого и др.).

## Биография
Родился в семье вознесенского городского врача Шепса-Шебшеля Берковича Бродского (1848—?). По окончании гимназии в Николаеве поступил (1897) на медицинский факультет Московского университета, затем прошёл 4-е курса юридического факультета (в 1902 году оставил учёбу перед выпускными экзаменами в связи с женитьбой на актрисе В. Л. Юреневой). С 1902 года регулярно печатает воскресные фельетоны и обозрения литературных новинок, рассказы, статьи и стихи.
Печатался в альманахе «Союз», сборнике «Прометей», «Новой жизни», «Новом журнале для всех», «Свободных мыслях», «Одесских новостях», «Одесском листке».
В 1911 году К. А. Марджановым в МХТ была поставлена его пьеса «Слёзы». В 1914 году «Слёзы» были экранизированы А. А. Ханжонковым и имели большой успех. Вознесенский много работал в кино, по его сценариям поставлено более 10 картин, в том числе «Королева экрана» («Великий немой»). Первый русский профессиональный киносценарист, идеолог психологического кинематографа как «искусства будущего». В 1917 открыл в Петрограде студию экранного искусства (впоследствии кинотехникум), затем был директором такой же студии в Киеве.
Как драматург Вознесенский испытал сильное влияние Леонида Андреева и Пшибышевского, а также идей К. С. Станиславского, у которого учился.
Собрал большую коллекцию фотографий и автографов, написал воспоминания (не опубликованы).
5 ноября 1937 арестован по обвинению в антисоветской агитации. Постановлением Особого совещания от 27 декабря 1937 сослан на пять лет в Казахстан. Умер в 1939 году в селе Новая Шульба Семипалатинской области. Реабилитирован в 1965 году.

## Семья
Женой Вознесенского была актриса Вера Юренева, игравшая в некоторых спектаклях по его пьесам и фильмах по его сценариям.

## Произведения
- Поэты, влюбленные в прозу (Киев, 1910) — трактат
- Драматические переводы (т.1, М., 1911)
- Слёзы (Одесса, 1910) — пьеса
- Хохот (СПб, 1910) — пьеса
- Jus primae noctis (СПб., 1910) — пьеса
- Цветы на обоях (СПб., 1913) — пьеса
- Путь Агасфера (СПб., 1913, 2 изд. 1916) — стихи
- Конец маскарада (СПб., 1914) — пьеса
- Дитя Парижа (М., 1914) — пьеса
- Актриса Ларина (Пг., 1915) — пьеса
- Искусство экрана. Руководство для киноактёров и режиссёров (Киев, 1924)
- Дикарь (М., 1928) — рассказы
- Кому повем?: Стихотворения // Рудня-Смоленск: Мнемозина, 2012. — 322 стр. (Серия «Серебряный пепел»).